# حزقيال كارلوس غاليندو
حزقيال كارلوس غاليندو (بالإسبانية: Juan Carlos Galindo)‏ هو محامي كولومبي، ولد في 1963.